# Opetiopalpus
Opetiopalpus är ett släkte av skalbaggar som beskrevs av Maximilian Spinola 1844. Opetiopalpus ingår i familjen brokbaggar.
Släktet innehåller bara arten Opetiopalpus scutellaris.